# Mihály Ibrányi
Mihály Ibrányi, madžarski feldmaršal, * 1895, † 1962.